# Liselotte Eckerl-Riesch
Liselotte Eckerl-Riesch (* 8. Dezember 1921; † 2. Januar 2012; geborene Riesch) war eine deutsche Ehrenamtlerin. Sie gilt als eine „Pionierin der Legasthenietherapie“.

## Leben
Liselotte Eckerl-Riesch, selbst betroffene Mutter, suchte seit Anfang der 1970er-Jahre aktiv nach Wegen, um Kinder mit Legasthenie zu unterstützen, da damals noch keine professionellen Hilfen existierten. Sie nahm Kontakt zu Experten auf und wandte sich an Lehrer. Eckerl-Riesch gründete dann 1972 zunächst eine Elterninitiative in München und 1974 den gemeinnützigen Verein Arbeitskreis Legasthenie Bayern e. V., dessen langjährige Erste Vorsitzende sie war. 1977 gründete sie die private Kinder- und Jugendhilfe-Einrichtung Kinderhaus München, die langjährig von ihr geleitet wurde.
Durch das Engagement von Eckerl-Riesch beim Arbeitskreis Legasthenie Bayern wurden Hilfen für Schüler mit Lese-/Rechtschreibstörung schnell bekannt und die unter ihrer maßgeblichen Mitwirkung vom Arbeitskreis initiierte und konzipierte Legasthenietherapie wurde bald zunehmend auch außerhalb von München angeboten. 1980 gründete sie den Landesverband Legasthenie und Dyskalkulie e. V. Bayern, der Mitglied im seit 1974 existierenden Bundesverband Legasthenie e. V. (heute Bundesverband Legasthenie und Dyskalkulie e. V.) wurde. Der Arbeitskreis Legasthenie Bayern erweiterte seine Angebote 1995 um Dyskalkulietherapie sowie 2006 um Lerntherapie. Gegenwärtig (2012) betreibt der Arbeitskreis ca. 150 Therapie-Stellen in ganz Bayern.
Liselotte Eckerl-Riesch war verheiratet und hatte zwei Kinder. Sie starb Anfang 2012 im Alter von 90 Jahren. 

### Kinderhäuser
Ziel der von ihr initiierten Gründung des privaten Kinder- und Jugendhilfeträgers Kinderhaus München war es, Kindern und Jugendlichen mit Teilleistungsstörungen wie Legasthenie oder Dyskalkulie umfassende heilpädagogische und therapeutische Hilfen anzubieten. In Zusammenarbeit mit der Regierung und dem Bezirk Oberbayern wurde unter ihrer Leitung eine heilpädagogisch-therapeutische Spezialeinrichtung für die Betreuung von Kindern und Jugendlichen mit schweren Teilleistungsstörungen konzipiert und umgesetzt. Seither entstanden im Münchner Stadtgebiet fünf Kinderhäuser mit über 200 heilstationären Betreuungsplätzen in heilpädagogisch-therapeutischen Tagesgruppen sowie drei „Minihäuser“ für die Tagesbetreuung von Kindern im Vorschulalter.

## Ehrungen
Für ihr herausragendes soziales Engagement wurde sie am 26. September 1989 mit dem Verdienstkreuz am Bande der Bundesrepublik Deutschland ausgezeichnet.